# Rainer Rilling

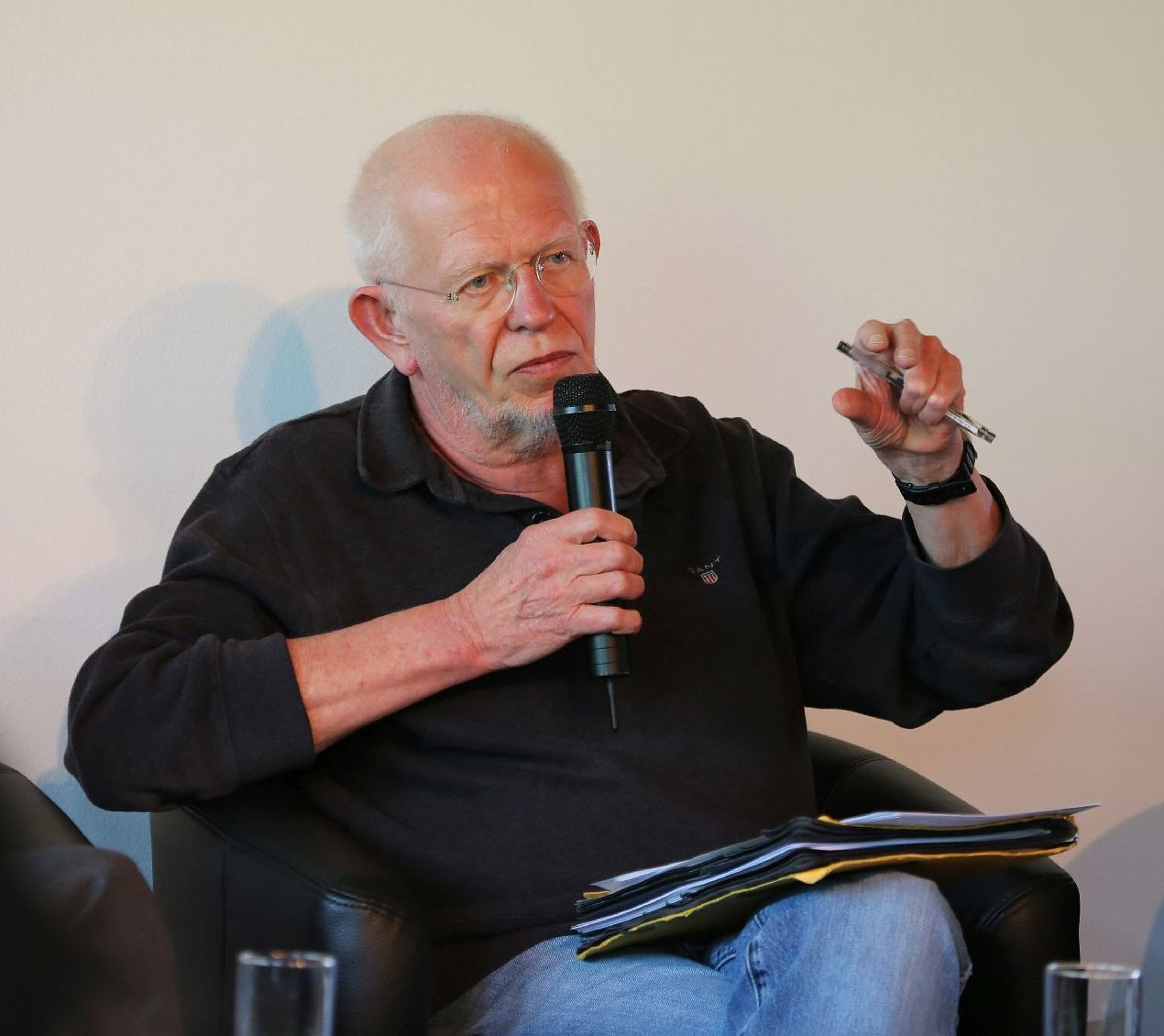
Rainer Rilling, 2015

Rainer Rilling (* 14. Oktober 1945 in Stetten) ist Senior Research Fellow am Institut für Gesellschaftsanalyse der Rosa-Luxemburg-Stiftung und außerplanmäßiger Professor für Soziologie an der Philipps-Universität Marburg.

## Leben
Rilling studierte von 1966 bis 1973 Politikwissenschaft, Soziologie und Neuere Geschichte an der Universität Marburg.
1973 promovierte er an der Universität Bremen bei Lothar Peter mit einer Arbeit zu Rüstungsforschung und Rüstungspolitik. 1974–1980 arbeitete er als wissenschaftlicher Angestellter und Dozent am Fachbereich Gesellschaftswissenschaften an der Universität Marburg und habilitierte sich dort 1980 für Soziologie. Nach zwei Jahren der Arbeitslosigkeit folgte 1982 ein Aufenthalt als European Visiting Scholar der International Studies Association am F. Byrnes Center an der University of South Carolina in Columbia (USA). Bis 1999 war er als Lehrbeauftragter in Münster und Marburg tätig und absolvierte mehrere Studien- und Forschungsaufenthalte in den USA und England. 2002 wurde er zum außerplanmäßigen Professor für Soziologie an der Universität Marburg ernannt.
1983–1998 arbeitete er als Geschäftsführer des Bundes demokratischer Wissenschaftlerinnen und Wissenschaftler (BdWi). 1999–2011 war er zunächst Leiter des Bereichs Forschung und Information der Rosa-Luxemburg-Stiftung (Berlin), dann Mitglied in der Projektgruppe „Wissenschaft und Politik“ und wissenschaftlicher Referent bzw. stellvertretender Direktor im Bereich Politikanalyse der RLS (seit November 2008: Institut für Gesellschaftsanalyse der RLS).

## Forschungsschwerpunkte
Nachdem Rilling in der Tradition der Marburger Schule sich zunächst auf dem Gebiet der Politischen Soziologie mit der Analyse des Neofaschismus (NPD) und der staatssozialistischen Gesellschaften befasste, lagen seine Arbeitsschwerpunkte in der Folgezeit in der Wissenschaftssoziologie, Friedensforschung und der politischen Soziologie der Kommunikation, insbesondere des Internets. Im letzten Jahrzehnt konzentrierte er sich auf die politische Ökonomie des Eigentums (Commons, Das Öffentliche) und des Gegenwartskapitalismus, auf Internationale Beziehungen (mit Schwerpunkt USA und auf die Debatte um das „Empire“, sowie Geopolitik) und Fragen der Entwicklung der politischen Linken in der Bundesrepublik.

## Sonstiges
Rilling war als Student bis zu dessen Selbstauflösung Mitglied im SDS, 1989–2002 Vorstandsmitglied der Informationsstelle Wissenschaft und Frieden (Bonn), 1983–2011 Mitherausgeber (1983 ff.), bzw. Beiratsmitglied (1998 ff.) des Informationsdienstes Wissenschaft und Frieden (später „W&F“) und der Schriftenreihe Wissenschaft und Frieden (bis 1998) sowie der Blätter für deutsche und internationale Politik (seit 1986); er war 1983 bis 1998 Redakteur der Zeitschrift Forum Wissenschaft und ab 2009 Mitglied der Redaktion der Zeitschrift LuXemburg der RLS. Rilling ist Vorstandsmitglied der Stiftung GegenStand (Marburg) und von LinksNet e. V. Außerdem ist er im Beirat von wissentransfer und Mitglied des Wissenschaftlichen Beirats von attac.
Er ist Mitglied bei ver.di, dem Bund demokratischer Wissenschaftlerinnen und Wissenschaftler, der Naturwissenschaftler-Initiative „Verantwortung für Frieden und Zukunftsfähigkeit“, der Assoziation für kritische Gesellschaftsforschung und dem Trägerverein der Rosa-Luxemburg-Stiftung.

## Schriften (Auswahl)

### Politische Soziologie
- Das Auto: keine Zukunft nirgends? (PDF-Datei; 57 kB). In: Mario Candeias, Rainer Rilling, Bernd Röttger, Stefan Thimmel (Hrsg.): Globale Ökonomie des Autos. Mobilität|Arbeit|Konversion. Hamburg 2011, S. 220–227.
- Wenn die Hütte brennt…. In: Luxemburg. 3/2011, S. 134–139. (Langfassung)
- Warum sozialistische Transformationsforschung? (DOC-Datei; 36 kB). Eröffnungsvortrag auf der 1. Internationalen Transformationskonferenz des IfG der RLS am 13. Oktober 2011 (Videodokumentation)
- Plädoyer für das Öffentliche. In: Mario Candeias, Rainer Rilling, Katharina Weise (Hrsg.): Krise der Privatisierung. Rückkehr des Öffentlichen. (PDF-Datei; 831 kB). Berlin 2009, S. 175–190.
- Beyond the crisis: Empowering the Public! (PDF-Datei; 191 kB). Policy Paper der RLS 5/2009.
- Eine Frage der Gewalt. Antworten von links. Berlin 2008.
- Risse im Empire. Dietz, Berlin 2008, ISBN 978-3-320-02159-7.
- Internet. In: Wolfgang Fritz Haug (Hrsg.): Historisch-Kritisches Wörterbuch des Marxismus. Band 6/II, Berlin 2004, S. 1446–1459.
- Virale Eigentumsmuster. In: Ingrid Lohmann, Rainer Rilling (Hrsg.): Die verkaufte Bildung. Kritik und Kontroversen zur Kommerzialisierung von Schule, Weiterbildung, Erziehung und Wissenschaft. Opladen 2001, S. 303–313.
- Auf dem Weg zur Cyberdemokratie? In: Mathias Fechter (Hrsg.): Demokratie an der Schnittstelle. Neue Medien und politische Perspektiven. Frankfurt 1997, S. 12–31. (erweitert in: Telepolis)
- Internet und Demokratie. In: WSI-Mitteilungen. 3/1997, S. 194–205.

### Sozialstrukturforschung
- Das vergessene Bürgertum. Über eine Unterlassung der Politischen Soziologie. In: Das Argument. 131, 1982, S. 34–47.
- Intellektuelle. Der Bourdieu der Linken. In: E. Böhlke, R. Rilling (Hrsg.): Bourdieu und die Linke. Berlin 2007, S. 9–16.

### Wissenschaftsforschung
- Theorie und Soziologie der Wissenschaft. Zur Entwicklung in BRD und DDR. Frankfurt 1975, DNB 750278706.
- Kriegsforschung und Vernichtungswissenschaft in der BRD. Köln 1970, DNB 457945788.
- Militärische Forschung in der BRD. In: Blätter für deutsche und internationale Politik. 8/1982, S. 938–967.
- Militärische Forschung in der Bundesrepublik Deutschland. In: R. Braun, W. Buckel, E. Kankeleit, R. Rilling (Hrsg.): Rüstungsforschung. Diskussion der Probleme und Alternativen. Tagung in Karlsruhe am 27./28. Juni 1987. Marburg 1988, ISBN 3-924684-12-X, S. 74–93.

### Faschismusanalyse
- mit Reinhard Kühnl und Christine Sager: Die NPD. Struktur, Ideologie und Funktion einer neofaschistischen Partei. Frankfurt 1969, DNB 457312491.